# Eat You Up (песня Энджи Голд)
«Eat You Up» — песня британской певицы Энджи Голд. В 1985 году она выпустила её отдельным синглом. Позже включила в свой третий студийный альбом (Applause, 1986).
Песня была очень популярна в британских клубах (дискотеках). В диско-чарте американского «Билборда» в августе 1985 года достигла 30-й позиции.
Японская адаптация, озаглавленная «Dancing Hero» (яп. ダンシング・ヒーロー), была записана 17-летней певицей Йоко Огиномэ. Сингл с ней вышел в Японии 21 ноября 1985 года и достиг 5-го места национального чарта. Через год певице была оказана честь выступить с этой песней на 37-м ежегодном предновогоднем телеконцерте «Кохаку ута гассэн» (NHK). Оригинальная англоязычная версия, изданная в Японии под титулом «Suteki na High Energy Boy» (яп. 素敵なハイエナジー・ボーイ), тоже имела там успех; в начале 1986 года она провела четыре недели на 1-м месте хит-парада западной музыки.
Кроме японской, у песни существует китайская и корейская адаптации.

## Вирусная популярность
Песня «Dancing Hero» обрела новую популярность в 2017 году, когда поставленный под неё танец девушек из японского школьного танцевального клуба стал вирусным на «Ютюбе».

## Версия Присциллы Чан
Китайская версия является адаптацией японской и называется «Tiào Wǔ Jiē» (кит. 跳舞街), что можно перевести как «Танцы на улице».
Популярная гонконгская певица Присцилла Чан записала её вскоре после подписания контракта с PolyGram в 1986 году.
Песня возглавила чарты и была удостоена премии Jade Solid Gold Best Ten за 1986 год в номинации «Самая популярная песня в стиле диско» (кит. 最受歡迎Disco歌曲). Считается одной из вершин карьеры певицы.

## Версия Ян Хе Сын
Корейская адаптация называется «Hwalyeohan Single» (кор. 화려한 싱글, «Эффектный холостяк»). Её исполняет южнокорейская певица Ян Хе Сын (род. 1970).

## Чарты
| Чарт (1985—1986)                 | Высшая позиция |
| -------------------------------- | -------------- |
| Japan (Oricon Western)           | 1              |
| США (Billboard Dance Club Songs) | 30             |